# Písařov
Písařov (en allemand : Schreibendorf) est une commune du district de Šumperk, dans la région d'Olomouc, en Tchéquie. Sa population s'élevait à 719 habitants en 2023.

## Géographie
Písařov se trouve à 6 km au sud-est de Červená Voda, à 13 km à l'ouest-nord-ouest de Šumperk, à 57 km au nord-ouest d'Olomouc et à 170 km à l'est de Prague.
La commune est limitée par Malá Morava au nord-est, par Jakubovice à l'est et au sud-est, par Štíty au sud et au sud-ouest, et par Červená Voda au nord-ouest.

## Histoire
La première mention écrite de la localité date de 1278.

## Administration
La communese compose de deux sections :
- Písařov
- Bukovice

## Galerie

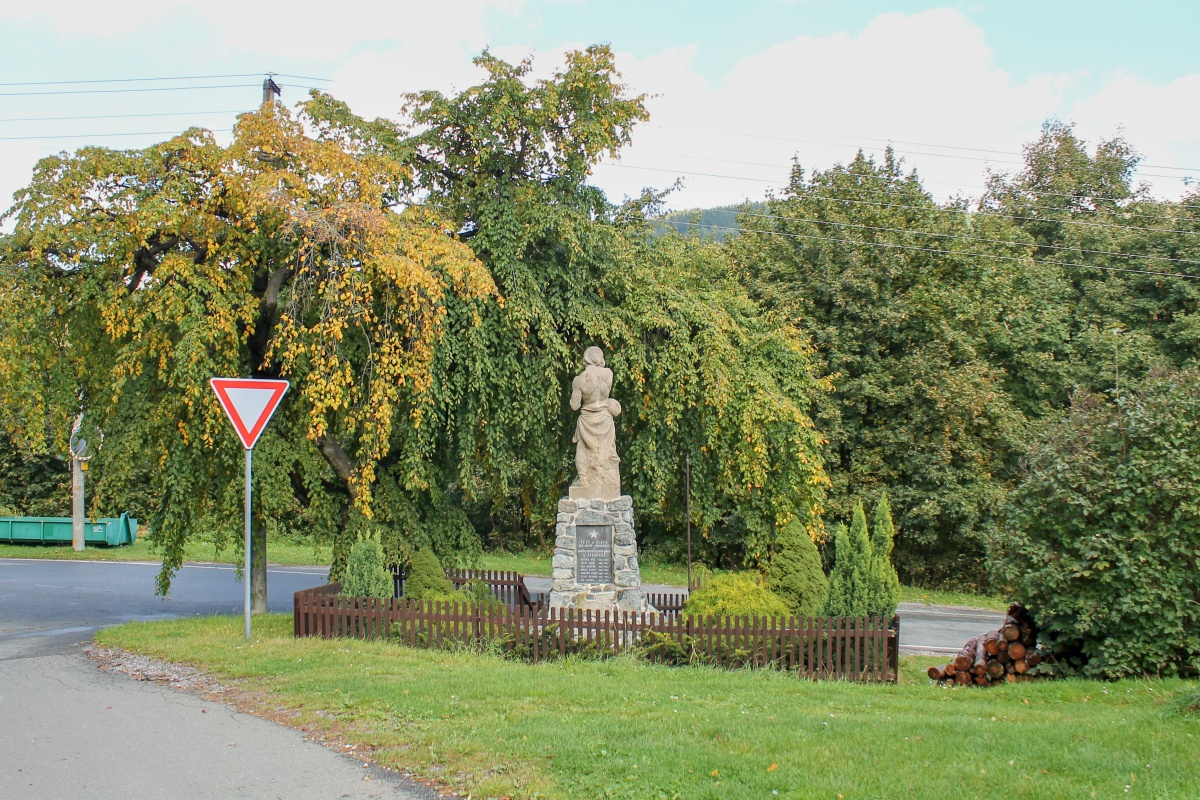
Monument aux morts de Písařov.
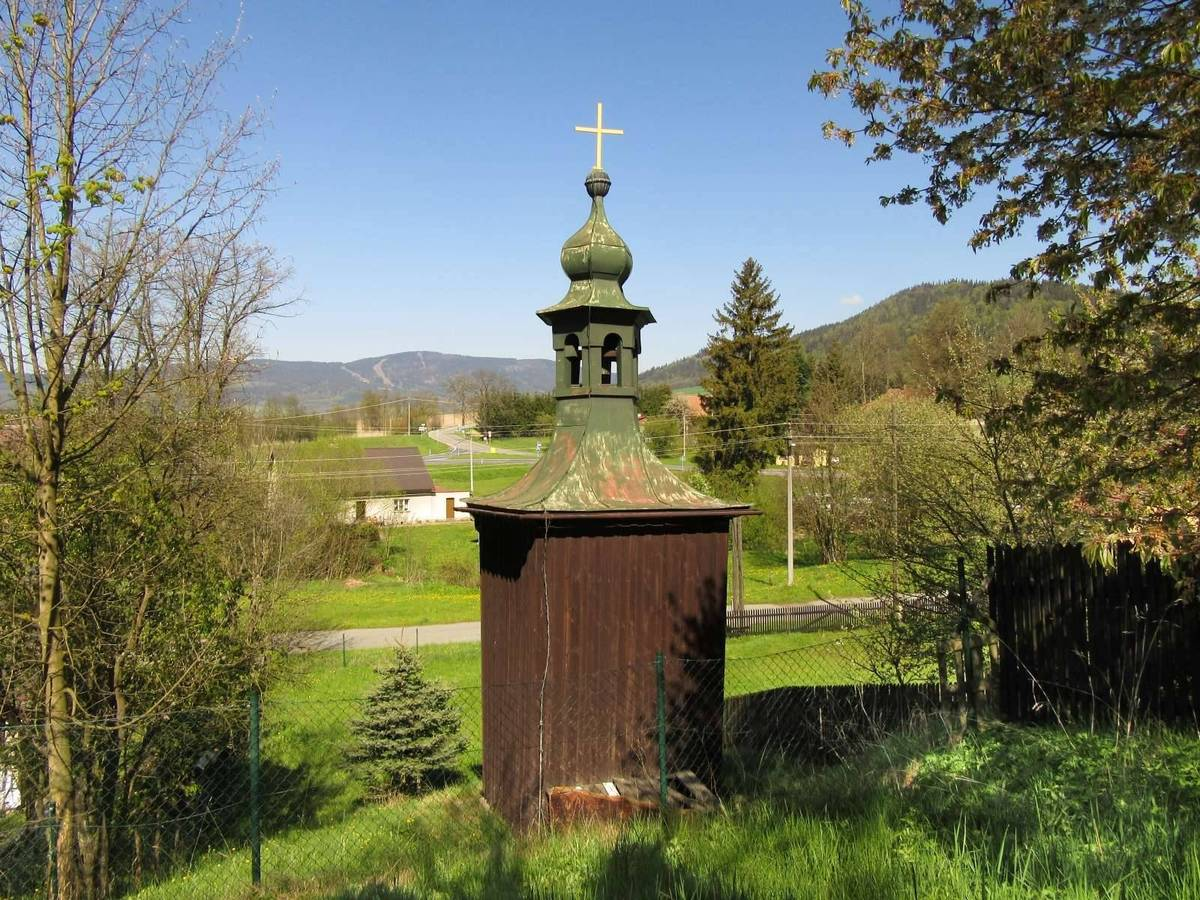
Clocher à Bukovice.

## Transports
Par la route, Písařov se trouve à 7,5 km de Štíty, à 21 km de Šumperk, à 69 km d'Olomouc et à 202 km de Prague.